# کیم جونگ-سین
کیم جونگ-سین (انگلیسی: Kim Jeong-sin؛ ۱۹۱۹ – ۲۰۰۱) بازیکن بسکتبال اهل کره جنوبی بود. وی در بازی‌های المپیک تابستانی ۱۹۴۸ شرکت کرده‌است.